# Метрополитен на Сао Пауло
Метрополитенът на Сао Пауло (на португалски: Metropolitano de São Paulo) e метросистемата, обслужваща Сао Пауло — най-големия град в Бразилия.
Той е първата подземна градска жележница, построена в Бразилия. Нейното експлоатиране започва през 1974 г. Въпреки че Сао Пауло е най-големият град в южното полукълбо с население от 19 милиона души, дължината на неговия метрополитен е сравнително малка в сравнение с мащабите на метрополиса – около 70 km обща дължина на линиите, която не успява да покрие цялата градска зона. Метрополитенът има 62 метростанции и се обслужва от Дружеството на Метрополитена на Сао Пауло.

## Техническа характеристика
Метрополитенът на Сао Пауло се състои от 5 линии, означени с различни цветове: линия 1 – Синьо, линия 2 – Зелено, линия 3 – Червено, линия 5 – Лилаво; линия 4 – Жълто – в експлоатация от 25 май 2010 г. Метрополитенът на Сао Пауло превозва около 3 300 000 пътници дневно. Тъй като метрополитенът не може да обслужва целия град, успоредно с него функционира лека железница, обслужвана от CPTM (Companhia Paulista de Trens Metropolitanos), която се състои от 6 линии с обща дължина 261.8 km и около 93 станции. Тя свързва Сао Пауло с неговите предградия. Метрополитенът и CPTM са интегрирани посередством няколко общи станции. Двете дружества са държавна собственост и имат награда ISO9001 като едни от най-чистите сисетеми в света.
Първата линия на метрото на Сао Пауло, наречена първоначално линия Север-Юг (Norte-Sul) и преименувана по-късно на „Синя линия“ или „линия 1 – Синьо“, е открита на 18 септември 1972, но започва да се използва едва от 14 септември 1974 г. Оттогава метросистемата непрекъснато се разширява с нови линии. Най-късно – през 2004, започва строителствто на линия 4 – Жълто, която в завършен вид ще има дължина 12.8 km и единадесет метростанции, като се планира по нея да се возят един милион души дневно. Проектът е на стойност 1 милиард долара и се изпълнява от американска компания. Също през 2004 г. започва да функционира линия 2 – Зелено, която е разширена с още две метростанции през 2006 и 2007 г.
От Линия 5-Лилаво функционират 8.4 km, като предстои изграждане на още 11.4 km от планираното 28-километрово разширение на линията до летището на Сао Пауло.
Планира се изграждане и на 14-километрова линия 6 – Оранжево.
| Линия | Маршрут                                   | Откриване         | Дължина(km)   | Метростанции | Време (min) | Работно време (*)                            |
| ----- | ----------------------------------------- | ----------------- | ------------- | ------------ | ----------- | -------------------------------------------- |
| 1     | Тукуруви ↔ Жабакара                       | 14 септември 1974 | 20.2          | 23           | 44          | Ежедневно, от 04:40 до 00:321                |
| 2     | Вила Мадалена ↔ Алту ду Ипиранжа2         | 25 януари 1991    | 10.7          | 12 (14)      | 18          | Ежедневно, от 04:40 до 00:201                |
| 3     | Палмейраш-Бара Фунда ↔ Коринтианш-Итакера | 10 март 1979      | 22            | 18           | 36          | Ежедневно, от 04:40 до 00:351                |
| 4     | Луз ↔ Вила Соня                           | 25 май 2010       | 12.8          | 11           | 2           | От понеделник до петък, от 08:00 ч. до 15:00 |
| 5     | Капау Редонду ↔ Ларгу Трезе3              | 10 октомври 2002  | 19.8 8.4+11.4 | 6 (17)       | 13          | Ежедневно, от 04:00 до 00:00                 |

От януари 2020 цената на билета за метрото в Сао Пауло е 4.40 бразилски реала.